# رود فان نیستلروی
روتگروس یوهانس مارتینوس فان نیستلروی (به هلندی: Rutgerus Johannes Martinus van Nistelrooij) (انگلیسی‌سازی به: van Nistelrooy؛ زادهٔ ۱ ژوئیهٔ ۱۹۷۶) بازیکن پیشین و مربی کنونی فوتبال اهل هلند است.
نیستلروی را اغلب به عنوان یکی از بهترین مهاجمان تاریخ به حساب می‌آورند. او سه دوره عنوان آقای گلی لیگ قهرمانان اروپا را کسب کرد و ششمین گلزن برتر تاریخ این رقابت‌ها با ۵۶ گل است. او همچنین موفق شده است در سه کشور اروپایی مختلف، عنوان آقای گلی لیگ آن کشور را به دست آورد. در سال ۲۰۰۴، او در فهرست فیفا ۱۰۰ به عنوان یکی از برترین بازیکنان فعال جهان قرار گرفت.
فان نیستلروی دوران حرفه‌ای خود را در تیم دن بوش آغاز کرد؛ پس از آن او به هیرنفین رفت. او در پی‌اس‌وی آیندهوون نامی برای خود دست و پا کرد و دو عنوان قهرمانی لیگ برتر فوتبال هلند را با این تیم کسب کرد. آمار گلزنی او در پی‌اس‌وی آیندهوون، توجه منچستر یونایتد را به خود جلب کرد. توافقی در تابستان سال ۲۰۰۰ انجام شد اما به دلیل مشکلات مصدومیت، انتقال او یک سال بعد با مبلغ ۱۹ میلیون پوند انجام شد. او دوران موفقیت‌آمیزی را در منچستر یونایتد سپری کرد؛ کسب عنوان قهرمانی لیگ برتر، جام حذفی، جام اتحادیه، جام خیریه و کسب دو عنوان بهترین بازیکن سال سر مت بازبی از جمله دستاوردهای او در این دوران بود. نیستلروی در ۲۱۹ بازی ۱۵۰ گل برای منچستر یونایتد به ثمر رساند و در آن زمان تبدیل به بهترین گلزن اروپایی آن‌ها شد؛ اما در اواخر دوران حضور خود از اقبال خارج شد. در سال ۲۰۰۶، رئال مادرید او را به خدمت گرفت. اگرچه مصدومیت روزهای پایانی حضور او در رئال مادرید را دشوار کرد، اما او در این دوران دو بار قهرمان لا لیگا و یک بار قهرمان سوپرجام اسپانیا شد. او در پنجره نقل و انتقالاتی ژانویهٔ ۲۰۱۰ به تیم هامبورگ پیوست. پس از یک فصل و نیم حضور در هامبورگ، او با پیوستن به مالاگا مجدداً به اسپانیا بازگشت. بازنشستگی او از فوتبال در ۱۴ مهٔ ۲۰۱۲ اعلام شد.
در ردهٔ ملی، فان نیستلروی ۷۰ بار برای تیم ملی فوتبال هلند به میدان رفت و ۳۵ گل به ثمر رساند. او عضوی از ترکیب هلند در یورو ۲۰۰۴، جام جهانی ۲۰۰۶ و یورو ۲۰۰۸ بود.

## دوران کاری در باشگاه‌ها

### باشگاه‌های هلند
فان نیستلروی دوران حرفه‌ای خود را در سال ۱۹۹۳ با بازی در باشگاه دن بوش هلند آغاز کرد. در این باشگاه او به صلاحدید مربیش از یک دفاع میانی به یک فوروارد بازی کرد و ۱۲ گل در ۳۱ بازی به ثمر رساند. (۱۹۹۶٫۷)و از این باشگاه به هیر
نوین منتقل شد مبلغ قرارداد او برای پیوستن به هیرنوین ۳۵۰٫۰۰۰ یورو بود. او پس از یک سال با ۲۶ گل در ۳۱ بازی به تیم پرطرفدار پی‌اس‌وی آیندهوون پیوست مبلغ قرارداد او ۶٫۳ میلیون یورو بود و در آیندهوون توانست در ۶۷ بازی ۶۲
گل بزند.

### منچستر یونایتد
پس از حضوری قدرتمند در آیندهوون او مورد توجه مسئولان باشگاه منچستر یونایتد قرار گرفت و با توافق رسیدن با نیستلروی او با مبلغ ۱۹ میلیون یورو برای پنج سال به این باشگاه نقل مکان کرد.
در اولین فصل خود ۲۳ گل در ۳۲ بازی به ثمر رساند؛ و در سال بعد همین روند خود را حفظ کرد و بهترین بازیکن سال لیگ انگلستان شناخته شد و در ۵۲ بازی ۴۴ گل به ثمر رساند؛ که ۱۰ گل آن سهم لیگ قهرمانان اروپا در ۱۲ بازی بود. عملکرد وی در فصل ۲۰۰۲–۲۰۰۳ برای منچستر یونایتد آنقدر خوب بود که به اعتقاد بسیاری از کارشناسان می‌توانست جلوتر از رونالدوی برزیلی عنوان مرد سال فوتبال جهان را از آن خود کند.
در سه سال بعد نیز توانست حضوری بسیار خوبی در لیگ انگلستان داشته باشد و در کل در باشگاه منچستر یونایتد۹۵ گل به ثمر رساند. او در ۱۴ ژوئیه ۲۰۰۶ به مبلغ ۱۸ میلیون یورو در طی ۳ سال به رئال مادرید پیوست.

### رئال مادرید

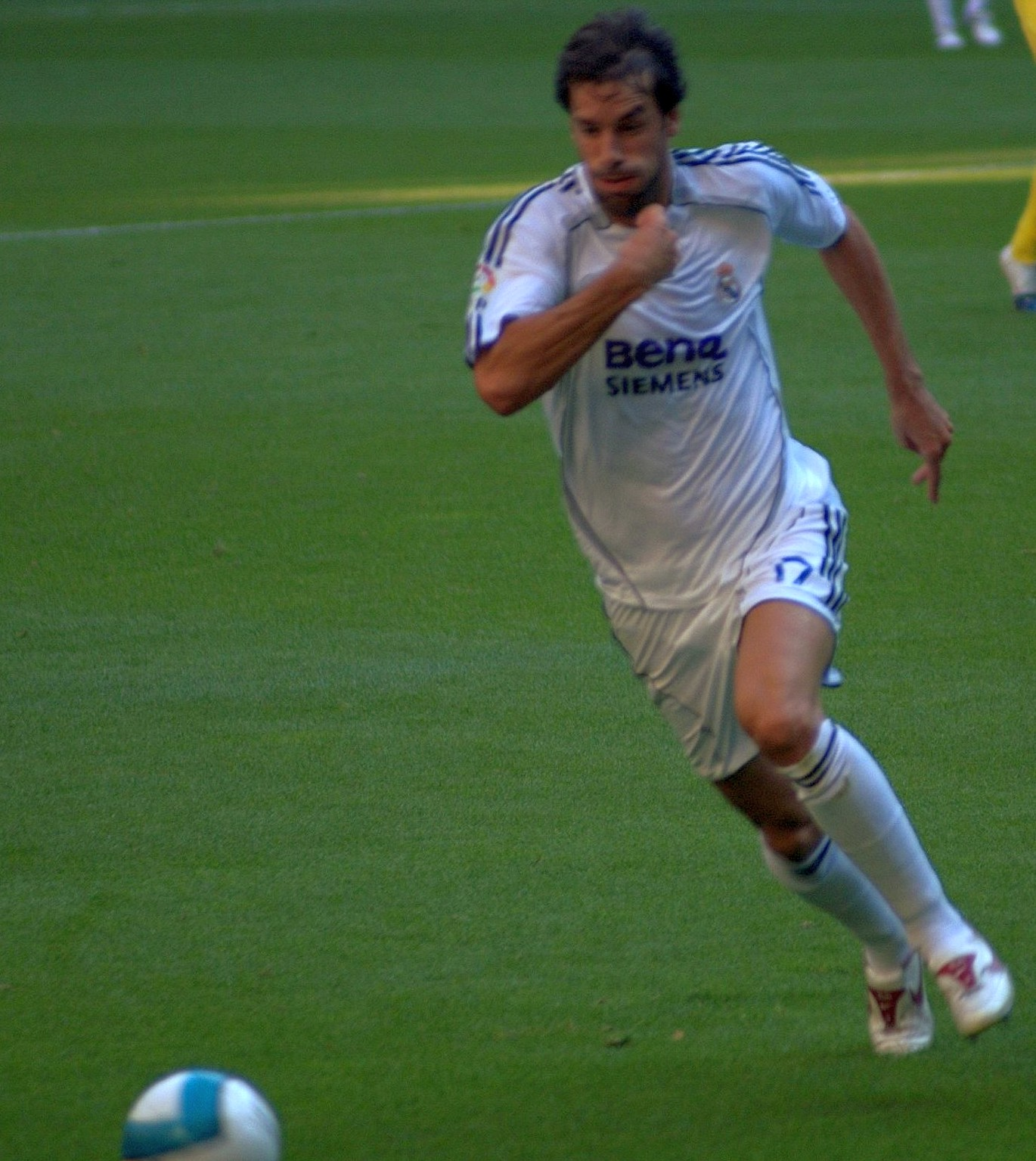
فان نیستلروی در حال بازی برای رئال مادرید.

او در دومین بازی خود در لالیگا توانست یک هتریک در مقابل لوانته انجام بدهد؛ و در بازی بعد در مقابل دیناموکیف دو گل زد. در همان فصل در مقابل حریف همیشگی رئال مادرید، بارسلونا در پیروزی تیمش نقش مهمی داشت و در تمام بازی‌هایی که او در ترکیب رئال مادرید مقابل بارسلونا قرار گرفت رئال هیچ‌گاه شکست نخورد و حاصل آن ۵پیروزی و یک تساوی بود. همچنین او در بازی رئال مادرید و اوساسونا که ۴ بر ۱ به نفع رئال به پایان رسید. هر چهار گل رئال را خودش به ثمر رساند و در سال ۲۰۰۷ عنوان برترین بازیکن لیگ اسپانیا را به خود اختصاص داد.

### هامبورگ
بعد از مصدومیت‌های طولانی فان نیستلروی در سال‌های ۲۰۰۸ و ۲۰۰۹ سرانجام در سال ۲۰۱۰ رئال مادرید را به قصد پیوستن به تیم فوتبال هامبورگ المان ترک کرد

### مالاگا
نیستلروی پس از حضور در آلمان مجدداً به اسپانیا بازگشت و اینبار در تیم فوتبال مالاگا مشغول شد؛ و پس از یک فصل حضور در این باشگاه و کمک به این تیم برای حضور در لیگ قهرمانان اروپا ی فصل بعد با پیراهن این تیم در سال ۲۰۱۲ و در سن۳۶ سالگی از فوتبال خداحافظی کرد.

## رقابتهای جهانی
فان نیستلروی در تیم ملی هلند نیز دارای ارزشهای زیادی است؛ که می‌توان حضور در یورو ۲۰۰۴ و جام جهانی ۲۰۰۶ آلمان و یورو ۲۰۰۸ اشاره کرد.

### یورو ۲۰۰۴
در یورو ۲۰۰۴ فان نیستلروی و میلان باروش تنهاترین بازیکنانی بودند که در همه بازیهای تیمشان توانست گلی به ثمر برسانند.

### جام جهانی ۲۰۰۶ آلمان
فان نیستلروی یکی از بازیکنان تیم ملی فوتبال هلند در جام جهانی ۲۰۰۶ آلمان بود؛ که در سه بازی اول تیم ملی کشورش حضور داشت.

### یورو ۲۰۰۸
در اولین بازی تیم ملی هلند در مقابل ایتالیا توانست دو گل وارد دروازه ایتالیا وارد کند. همچنین او در بازی مقابل روسیه نیز توانست یک گل به ثمر برساند. اما در وقت اضافه هلند بازی را با نتیجه ۳ بر ۱ واگذار کرد و از مسابقات خداحافظی کرد و بهترین بازیکن هلند نامیده شد.

## آمار

### باشگاه
از ۱۳ می ۲۰۱۱
| باشگاه               | فصل        | لیگ  | لیگ | جام حذفی | جام حذفی | لیگ کاپ | لیگ کاپ | اروپا | اروپا | دیگر | دیگر | مجموع | مجموع |
| باشگاه               | فصل        | بازی | گل  | بازی     | گل       | بازی    | گل      | بازی  | گل    | بازی | گل   | بازی  | گل    |
| -------------------- | ---------- | ---- | --- | -------- | -------- | ------- | ------- | ----- | ----- | ---- | ---- | ----- | ----- |
| باشگاه فوتبال دن بوس | ۱۹۹۳–۹۴    | ۲    | ۰   |          |          | –       | –       | –     | –     |      |      | ۲     | ۰     |
| باشگاه فوتبال دن بوس | ۱۹۹۴–۹۵    | ۱۵   | ۳   | ۲        | ۳        | –       | –       | –     | –     |      |      | ۱۷    | ۶     |
| باشگاه فوتبال دن بوس | ۱۹۹۵–۹۶    | ۲۱   | ۲   |          |          | –       | –       | –     | –     |      |      | ۲۱    | ۲     |
| باشگاه فوتبال دن بوس | ۱۹۹۶–۹۷    | ۳۱   | ۱۲  |          |          | –       | –       | –     | –     |      |      | ۳۱    | ۱۲    |
| باشگاه فوتبال دن بوس | مجموع      | ۶۹   | ۱۷  | ۲        | ۳        | –       | –       | –     | –     |      |      | ۷۱    | ۲۰    |
| هیرنفین              | ۱۹۹۷–۹۸    | ۳۱   | ۱۳  | ۵        | ۳        | –       | –       | –     | –     |      |      | ۳۶    | ۱۶    |
| هیرنفین              | مجموع      | ۳۱   | ۱۳  | ۵        | ۳        | –       | –       | –     | –     |      |      | ۳۶    | ۱۶    |
| آیندهوون             | ۱۹۹۸–۹۹    | ۳۴   | ۳۱  | ۵        | ۱        | –       | –       | ۷     | ۶     |      |      | ۴۶    | ۳۸    |
| آیندهوون             | ۱۹۹۹–۲۰۰۰  | ۲۳   | ۲۹  | ۲        | ۰        | –       | –       | ۸     | ۳     |      |      | ۳۳    | ۳۲    |
| آیندهوون             | ۲۰۰۰–۰۱    | ۱۰   | ۲   | ۲        | ۳        | –       | –       | –     | –     |      |      | ۱۲    | ۵     |
| آیندهوون             | مجموع      | ۶۷   | ۶۲  | ۹        | ۴        | –       | –       | ۱۵    | ۹     |      |      | ۹۱    | ۷۵    |
| منچستر یونایتد       | ۲۰۰۱–۰۲    | ۳۲   | ۲۳  | ۲        | ۲        | ۰       | ۰       | ۱۴    | ۱۰    | ۱    | ۱    | ۴۹    | ۳۶    |
| منچستر یونایتد       | ۲۰۰۲–۰۳    | ۳۴   | ۲۵  | ۳        | ۴        | ۴       | ۱       | ۱۱    | ۱۴    | ۰    | ۰    | ۵۲    | ۴۴    |
| منچستر یونایتد       | ۲۰۰۳–۰۴    | ۳۲   | ۲۰  | ۴        | ۶        | ۰       | ۰       | ۷     | ۴     | ۱    | ۰    | ۴۴    | ۳۰    |
| منچستر یونایتد       | ۲۰۰۴–۰۵    | ۱۷   | ۶   | ۳        | ۲        | ۰       | ۰       | ۷     | ۸     | ۰    | ۰    | ۲۷    | ۱۶    |
| منچستر یونایتد       | ۲۰۰۵–۰۶    | ۳۵   | ۲۱  | ۲        | ۰        | ۲       | ۱       | ۸     | ۲     | ۰    | ۰    | ۴۷    | ۲۴    |
| منچستر یونایتد       | مجموع      | ۱۵۰  | ۹۵  | ۱۴       | ۱۴       | ۶       | ۲       | ۴۷    | ۳۸    | ۲    | ۱    | ۲۱۹   | ۱۵۰   |
| رئال مادرید          | ۲۰۰۶–۰۷    | ۳۷   | ۲۵  | ۳        | ۲        | –       | –       | ۷     | ۶     | ۰    | ۰    | ۴۷    | ۳۳    |
| رئال مادرید          | ۲۰۰۷–۰۸    | ۲۴   | ۱۶  | ۱        | ۰        | –       | –       | ۷     | ۴     | ۱    | ۰    | ۳۳    | ۲۰    |
| رئال مادرید          | ۲۰۰۸–۰۹    | ۶    | ۴   | ۰        | ۰        | –       | –       | ۴     | ۳     | ۲    | ۳    | ۱۲    | ۱۰    |
| رئال مادرید          | ۲۰۰۹–۱۰    | ۱    | ۱   | ۲        | ۰        | –       | –       | ۱     | ۰     | ۰    | ۰    | ۴     | ۱     |
| رئال مادرید          | مجموع      | ۶۸   | ۴۶  | ۶        | ۲        | –       | –       | ۱۹    | ۱۳    | ۳    | ۳    | ۹۶    | ۶۴    |
| هامبورگ              | ۲۰۰۹–۱۰    | ۱۱   | ۵   | ۰        | ۰        | –       | –       | ۷     | ۲     | ۰    | ۰    | ۱۸    | ۷     |
| هامبورگ              | ۲۰۱۰–۱۱    | ۲۵   | ۷   | ۱        | ۳        | –       | –       | ۰     | ۰     | ۰    | ۰    | ۲۶    | ۱۰    |
| هامبورگ              | مجموع      | ۳۶   | ۱۲  | ۱        | ۳        | –       | –       | ۷     | ۲     | ۰    | ۰    | ۴۴    | ۱۷    |
| مالاگا               | ۲۰۱۱–۱۲    | ۲۸   | ۴   | ۴        | ۱        | –       | –       | ۰     | ۰     | ۰    | ۰    | ۳۲    | ۵     |
| مالاگا               | مجموع      | ۲۸   | ۴   | ۴        | ۱        | –       | –       | ۰     | ۰     | ۰    | ۰    | ۳۲    | ۵     |
| مجموع آمار           | مجموع آمار | ۴۴۹  | ۲۴۹ | ۴۱       | ۳۰       | ۶       | ۲       | ۸۸    | ۶۲    | ۵    | ۴    | ۵۸۹   | ۳۴۷   |

### تیم ملی
(منبع)
| تیم ملی هلند | تیم ملی هلند | تیم ملی هلند |
| سال          | بازی         | گل           |
| ------------ | ------------ | ------------ |
| ۱۹۹۸         | ۱            | ۰            |
| ۱۹۹۹         | ۸            | ۱            |
| ۲۰۰۰         | ۱            | ۰            |
| ۲۰۰۱         | ۷            | ۷            |
| ۲۰۰۲         | ۴            | ۱            |
| ۲۰۰۳         | ۸            | ۵            |
| ۲۰۰۴         | ۱۱           | ۶            |
| ۲۰۰۵         | ۹            | ۵            |
| ۲۰۰۶         | ۵            | ۳            |
| ۲۰۰۷         | ۵            | ۲            |
| ۲۰۰۸         | ۵            | ۳            |
| ۲۰۱۰         | ۳            | ۱            |
| ۲۰۱۱         | ۳            | ۱            |
| مجموع        | ۷۰           | ۳۵           |